# مقاطعة موكا
مقاطعة موكا إحدى ضواحي موريشيوس، بلغ عدد سكانها 81,288 نسمة، تبلغ مساحتها 230.5 كيلومتر مربع.

## الموقع
تشترك في الحدود مع:
- بومبليموس
- مقاطعة غراند بورت
- مقاطعة فلاسك
- Port Louis District [الإنجليزية]‏
- مقاطعة بلينز ويلهمز.